# Сан Карлос де Барилоче
Сан Карлос де Барилоче (на испански: San Carlos de Bariloche) е град в Аржентина в провинция Рио Негро. Той е столица на департамента Барилоче, разположен в подножието на Андите. Намира се в подножието на езерата Науел Уапи (Nahuel Huapi), Гутирез Маркарди (Gutiérrez Mascardi), също планините Ото, Лопес и Катедралата. Броят на жителите му наброява 109 305 жители (по преброяване от 2010 г.). Барилоче е най-големият град в провинцията и заради разположението му в зелени планински пейзаж е важен туристически център с участието на до един милион туристи на година (2005: 727 784; 2006 г.: 804 823). Мястото е известно за ски курорт, но също така и за красива природа, идеално място за скално катерене и туризъм.
Името идва от думата мапуче Vuriloche и означава „хора зад планината“ (furi = след себе си, che = хора).
В Сан Карлос де Барилоче се провежда 31-вия конгрес на ФИС от 29 – 30 април 1977 година, на който е взето решение да се организира Световната купа по ски бягане.